# Borbona
Borbona è un comune italiano di 577 abitanti della provincia di Rieti nel Lazio, che si estende nell'alta valle del fiume Velino al confine con l'Abruzzo e l'Alto Aterno a est lungo la linea spartiacque. Il comune fa parte della ex Comunità montana del Velino.

## Geografia fisica

### Territorio
Il territorio è prevalentemente montano con cime che superano i 1500 m di altitudine intervallate da piccole valli boscose e zone di pascolo.
Borbona è costituito, oltre che dal nucleo principale, da minuscoli agglomerati sparsi.

#### Cime
- Colle Prato - 1594,6 m
- Colle di Pratoguerra - 1584 m
- Colle le Cese - 1529,1 m
- Colle Puzzillo - 1513,9 m

### Clima
Classificazione climatica: zona E, 2805 GR/G

## Storia
Dal 1233 al 1861, per più di 600 anni, è stato parte, nell'àmbito del Regno di Napoli, del giustizierato d'Abruzzo e della provincia di Abruzzo Ulteriore Secondo, nel distretto di Cittaducale, con capoluogo L'Aquila.
Dopo l'Unità d'Italia continuò a far parte della provincia dell'Aquila, in Abruzzo, fino al 1927, quando passò alla neocostituita provincia di Rieti, entrando così nel Lazio.

### Simboli
Lo stemma e il gonfalone del comune di Borbona sono stati concessi con decreto del presidente della Repubblica n. 1701 del 28 marzo 1989.
Stemma
Gonfalone

## Società

### Evoluzione demografica
Abitanti censiti

### Etnie e minoranze straniere
Secondo i dati ISTAT al 31 dicembre 2015 la popolazione straniera residente era di 37 persone.

## Cultura

### Musica
Banda musicale
Borbona ha due sue bande musicali: 
- la "Fanfara di Borbona", formata dagli Alpini della cittadina appartenenti alla Sezione ANA di Roma - gruppo di Rieti.[9]
- la banda "Concezio Colandrea", così chiamata in onore dello storico maestro, le cui origini risalgono al 1894[10], gemellata con la banda di Candelo[11].

### Eventi
Vi si svolge ogni anno, alla metà di settembre, il "Festival Regionale di Canto a Braccio": manifestazione di interesse nazionale cui convergono i più grandi improvvisatori del centro Italia.
Il fine settimana della terza domenica di ottobre si svolge la Sagra del Fagiolo Borbontino PAT.  

## Economia
Di seguito la tabella storica elaborata dall'Istat a tema Unità locali, intesa come numero di imprese attive, ed addetti, intesi come numero addetti delle unità locali delle imprese attive (valori medi annui).
|         | 2015                  |                              |                            |                |                       |                     | 2014                  |                | 2013                  |                |
| ------- | --------------------- | ---------------------------- | -------------------------- | -------------- | --------------------- | ------------------- | --------------------- | -------------- | --------------------- | -------------- |
|         | Numero imprese attive | % Provinciale Imprese attive | % Regionale Imprese attive | Numero addetti | % Provinciale Addetti | % Regionale Addetti | Numero imprese attive | Numero addetti | Numero imprese attive | Numero addetti |
| Borbona | 40                    | 0,41%                        | 0,01%                      | 77             | 0,34%                 | 0,001%              | 46                    | 69             | 41                    | 70             |
| Rieti   | 9 765                 |                              | 2,14%                      | 22 908         |                       | 1,49%               | 10 044                | 23 834         | 10 407                | 25 272         |
| Lazio   | 455 591               |                              |                            | 1 539 359      |                       |                     | 457 686               | 1 510 459      | 464 094               | 1 525 471      |

Nel 2015 le 40 imprese operanti nel territorio comunale, che rappresentavano lo 0,41% del totale provinciale (9 765 imprese attive), hanno occupato 77 addetti, lo 0,34% del dato provinciale (22 908 addetti); in media, ogni impresa nel 2015 ha occupato poco meno di due persone (1,93).

## Infrastrutture e trasporti
Il comune è interessato dalla strada statale 471 di Leonessa, dalla strada statale 4 Via Salaria e dalla strada statale 260 Picente.
È collegata al capoluogo Rieti e ad Amatrice per mezzo del servizio di trasporto pubblico locale extraurbano erogato da Cotral a cui si è aggiunto, dal maggio 2023, ChiamaBUS, il servizio di trasporto a chiamata nei Monti Reatini.

## Amministrazione
Nel 1927, a seguito del riordino delle circoscrizioni provinciali stabilito dal regio decreto n. 1 del 2 gennaio 1927, Borbona passò dalla provincia dell'Aquila a quella appena istituita di Rieti.
| Periodo | Periodo   | Primo cittadino             | Partito      | Carica  | Note    |
| ------- | --------- | --------------------------- | ------------ | ------- | ------- |
| 2004    | 2009      | Antonio Durante             | lista civica | Sindaco |         |
| 2009    | 2011      | Antonio Durante             | lista civica | Sindaco | Dimesso |
| 2011    | 2016      | Maria Antonietta Di Gaspare | lista civica | Sindaco |         |
| 2016    | 2021      | Maria Antonietta Di Gaspare | lista civica | Sindaco |         |
| 2021    | in carica | Maria Antonietta Di Gaspare | lista civica | Sindaco |         |

### Altre informazioni amministrative
Borbona fa parte della Comunità montana del Velino.

### Gemellaggi
- Poronin

## Sport
Ha sede nel comune la società di calcio A.S.D. Borbona Calcio, che ha disputato campionati dilettantistici regionali.